# بيتر داوسون (دراج)
بيتر داوسون (بالإنجليزية: Peter Dawson) مواليد 4 فبراير 1982 في أستراليا الغربية، كان دراج أسترالي سابق في صنف سباق الدراجات على المضمار. سبق أن شارك في دورة الألعاب الأولمبية الصيفية وفاز بميدالية أولمبية. حقق أيضا ميدالية في دورة ألعاب الكومنولث.

## سجل النتائج

### سباقات أو مراحل فاز بها
- طواف إيطاليا

## الميداليات
| الميدالية | المسابقة                               |
| --------- | -------------------------------------- |
| ذهبية     | بطولة العالم للدراجات على المضمار 2002 |
| ذهبية     | بطولة العالم للدراجات على المضمار 2003 |
| ذهبية     | بطولة العالم للدراجات على المضمار 2004 |
| ذهبية     | بطولة العالم للدراجات على المضمار 2006 |
| ذهبية     | دورة ألعاب الكومنولث 2002              |
| فضية      | دورة ألعاب الكومنولث 2006              |

## روابط خارجية
- بيتر داوسون على موقع الاتحاد الدولي للدراجات (الإنجليزية)
- بيتر داوسون على موقع أرشيف الدراجات (الإنجليزية)
- بيتر داوسون على موقع إحصائيات الدراجات الإحترافية (الإنجليزية)
- بيتر داوسون على موقع أوليمبيديا (الإنجليزية)
- بيتر داوسون على موقع اللجنة الأولمبية الأسترالية (الإنجليزية)
- بيتر داوسون على موقع دورة ألعاب الكومنولث 2006 (مؤرشف) (الإنجليزية)
- بيتر داوسون على موقع دورة ألعاب الكومنولث 2006 (مؤرشف) (الإنجليزية)